# النا میلاشینا
النا میلاشینا (روسی: Елена Милашина؛ زادهٔ ۲۸ اکتبر ۱۹۷۷) روزنامه‌نگار محقق در روزنامه نوایا گزیتا و فعال حقوق بشر اهل روسیه است.
وی تحقیقاتی دربارهٔ همکار خود آنا پولیتکوفسکایا، که در سال ۲۰۰۶ در مسکو به قتل رسید، ادامه می‌دهد، و تحقیقات مستقل خود پیرامون قتل پولیتکوفسکایا را در قفقاز شمالی انجام می‌دهد.
وی برای نخستین‌بار ماجرای پاکسازی مردان همجنس‌گرا در چچن را افشا کرد و مجبور شد بخاطر امنیتش چند ماه خارج از روسیه زندگی کند.
میلاشینا، به عنوان روزنامه‌نگار محقق در روزنامه نوایا گزیتا، حقایقی را دربارهٔ نقض حقوق بشر و فساد دولت روسیه افشا کرده‌است. میلاشینا گزارش‌هایی از ناپدید شدن‌های اجباری، اعدام‌های غیررسمی و شکنجه منتشر می‌کند.
در اوایل صبح روز ۵ آوریل ۲۰۱۲، میلاشینا همراه با دوستش الا آسهان، توسط دو مهاجم ناشناس در بالاشیخا محله‌ای در مسکو مورد حمله قرار گرفت.

## جوایز
- در اکتبر ۲۰۰۹، وی جایزه آلیسون دفورژ دیدبان حقوق بشر را برای فعالیت‌های فوق‌العاده در زمینه حقوق بشر دریافت کرد.[۲][۷]
- در سال ۲۰۱۳، النا میلاشینا جایزه بین‌المللی زنان شجاع را کسب کرد.[۸]
- در دسامبر ۲۰۱۷، میلاشینا جایزه فرانسه و آلمان برای حقوق بشر و حاکمیت قانون را دریافت کرد.[۹]